# Гвінея на Чемпіонаті світу з водних видів спорту 2015
Гвінея взяла участь у Чемпіонаті світу з водних видів спорту 2015, який пройшов у Казані (Росія) від 24 липня до 9 серпня.

## Плавання
Гвінейські плавці виконали кваліфікаційні нормативи в дисциплінах, які наведено в таблиці (не більш як 2 плавці на одну дисципліну за часом нормативу A, і не більш як 1 плавець на одну дисципліну за часом нормативу B):
Чоловіки
| Спортсмен        | Дисципліна           | Попередній заплив | Попередній заплив | Півфінал        | Півфінал        | Фінал           | Фінал           |
| Спортсмен        | Дисципліна           | Час               | Місце             | Час             | Місце           | Час             | Місце           |
| ---------------- | -------------------- | ----------------- | ----------------- | --------------- | --------------- | --------------- | --------------- |
| Амаду Камара     | 50 м вільним стилем  | 26.99             | 91                | Завершив виступ | Завершив виступ | Завершив виступ | Завершив виступ |
| Амаду Камара     | 100 м вільним стилем | 1:04.00           | 114               | Завершив виступ | Завершив виступ | Завершив виступ | Завершив виступ |
| Альхассан Фофана | 50 м брасом          | DNS               | DNS               | Завершив виступ | Завершив виступ | Завершив виступ | Завершив виступ |
| Альхассан Фофана | 100 м брасом         | DNS               | DNS               | Завершив виступ | Завершив виступ | Завершив виступ | Завершив виступ |

Жінки
| Спортсменка | Дисципліна          | Попередній заплив | Попередній заплив | Півфінал         | Півфінал         | Фінал            | Фінал            |
| Спортсменка | Дисципліна          | Час               | Місце             | Час              | Місце            | Час              | Місце            |
| ----------- | ------------------- | ----------------- | ----------------- | ---------------- | ---------------- | ---------------- | ---------------- |
| Марьяма Соу | 50 м вільним стилем | 44.59             | 111               | Завершила виступ | Завершила виступ | Завершила виступ | Завершила виступ |
| Марьяма Соу | 50 м брасом         | 52.65             | 71                | Завершила виступ | Завершила виступ | Завершила виступ | Завершила виступ |